# Президент Камбоджі
Президент Камбоджі — посада голови держави Камбоджа, що існувала в 1970—1993 роках, коли Камбоджа була республікою. Камбоджа була проголошена Кхмерською республікою 9 жовтня 1970 р. після державного перевороту 18 березня 1970 р. Король Нородом Сіанук був усунутий від влади.
Першим офіційним президентом став у 1972 р. керівник перевороту генерал Лон Нол. В 1975—1976 рр. в роки режиму червоних кхмерів Нородом Сіанук погодився бути головою держави, але потім відмовився. 24 вересня 1993 р. Камбоджа згідно нової конституції знову була проголошена королівством.

## Перелік президентів Камбоджі
- 14 березня 1972 — 1 квітня 1975 — Лон Нол
- 1-12 квітня 1975 — Саукам Хой
- 12 — 17 квітня 1975 — Сак Сутсакан (в.о.)
- 17 квітня 1975 — 11 квітня 1976 — Нородом Сіанук
- 11 квітня 1976 — 7 січня 1979 — Кхіеу Сампхан
- 7 січня 1979 — 6 квітня 1992 — Генг Самрін
- 6 квітня 1992 — 14 червня 1993 — Чеа Сім
- 14 червня — 24 вересня 1993 — Нородом Сіанук